# Krankenhauskapelle

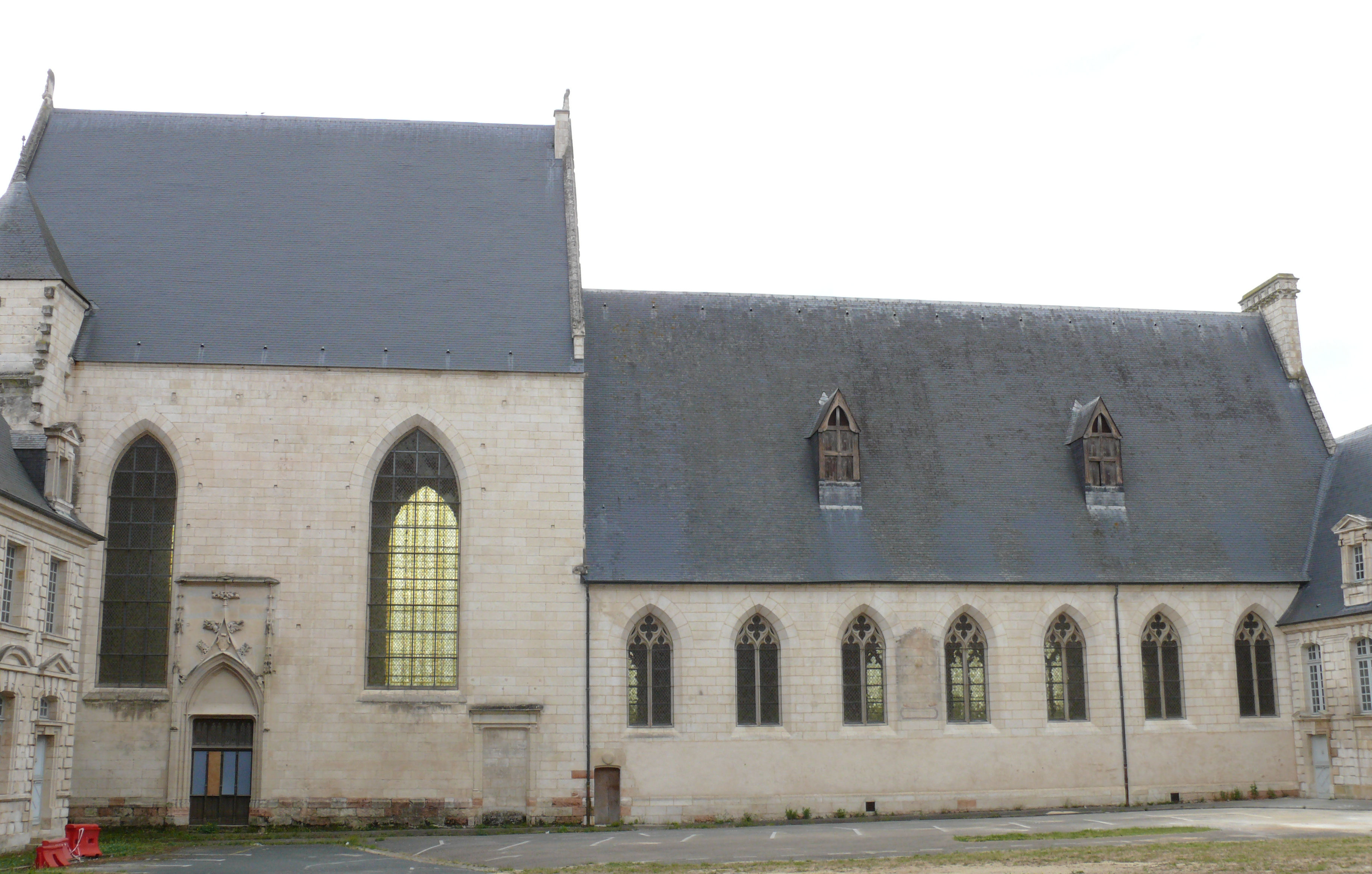
Hospitalkapelle und Krankensaal (1510–1526) des früheren Hôtel-Dieu in Bourges, Frankreich

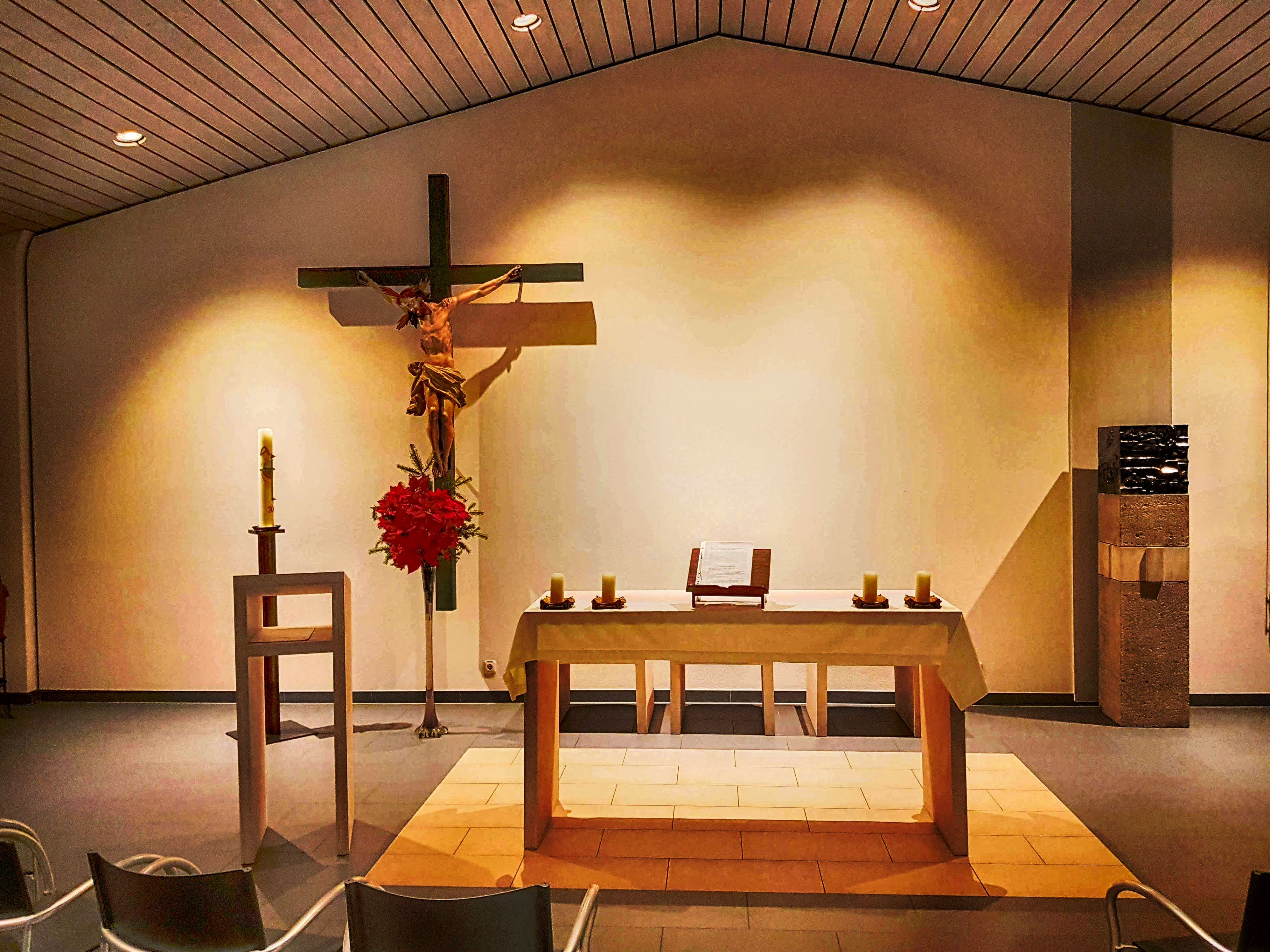
Zeitgenössische Krankenhauskapelle in der LMU-Augenklinik in München 2020

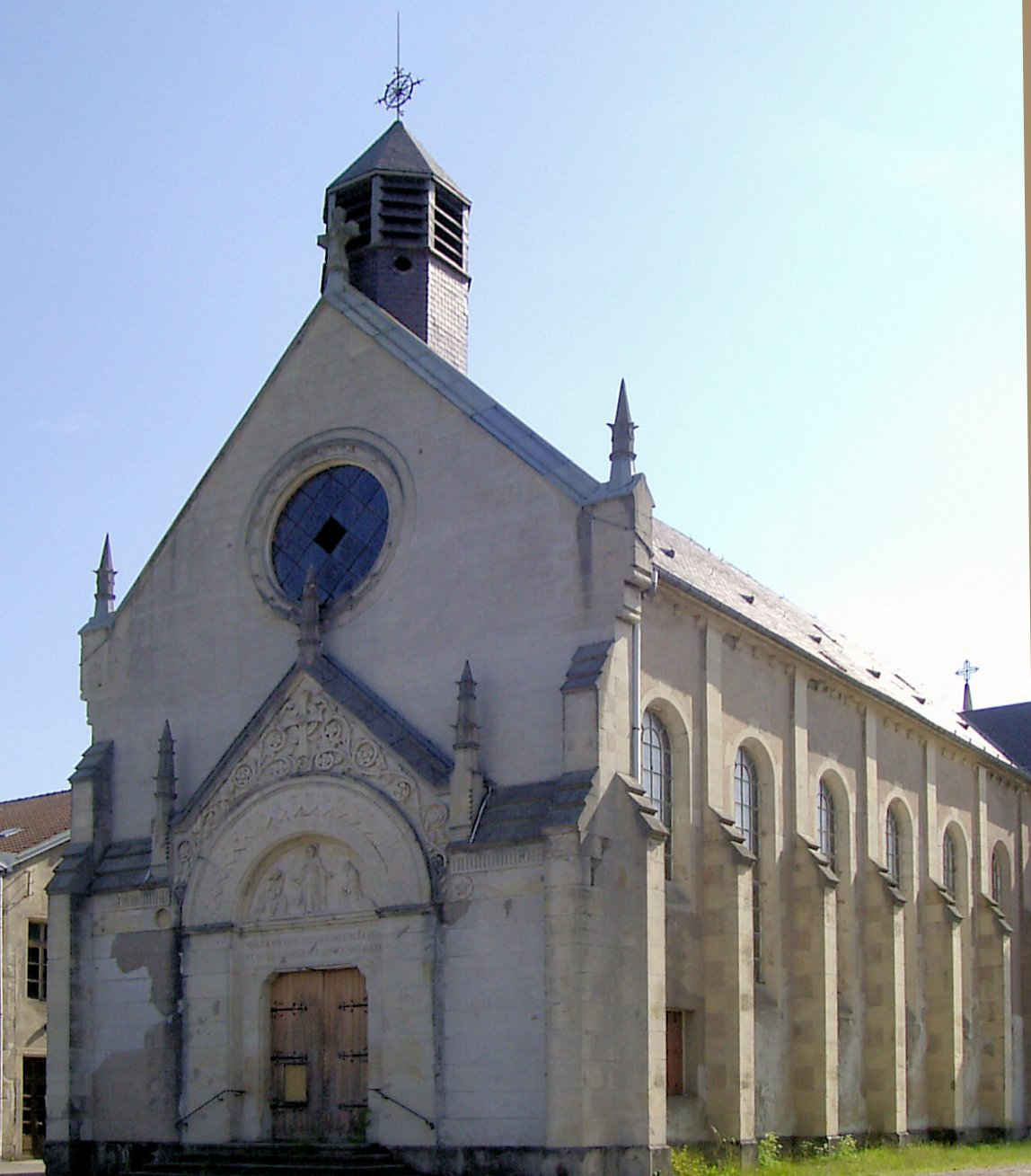
Eine Krankenhauskapelle in Vagney, Ortsteil Zainvillers, in den Vogesen

Als Krankenhauskapelle (Krankenhauskirche, Klinikkirche, Anstaltskirche) bezeichnet man ein sakrales Bauwerk eines Krankenhauses. Es kann als Raum innerhalb des Krankenhausbaus oder auch einen separaten oder mit dem Hauptbau verbundenen Baukörper ausgeführt sein. Sein Zweck ist, Patienten, Angehörigen und auch Mitarbeitern Gelegenheit zur Besinnung und Ruhe im Krankenhausbetrieb zu geben. Dazu sind die Räume in der Regel besonders gestaltet.
Sie können als kleine Kirche ausgeführt sein mit den Symbolen christlicher Religion, sie können aber auch freier gestaltet sein im Sinne eines Meditationsraums. Die Bezeichnung variiert zwischen Kapelle, Andachtsraum oder auch „Raum der Stille“. Je nach Krankenhaus sind unterschiedliche Institutionen für die Gestaltung und Benutzung dieser Räume verantwortlich (Kirchen, andere Religionsgemeinschaften, gelegentlich auch das Krankenhaus selbst).
Krankenhauskapellen sind in der Regel ganztägig geöffnet, um Patienten zu jeder Zeit die Möglichkeit der spirituellen Rekreation zu bieten. Die im Auftrag der Religionsgemeinschaften im Krankenhaus tätigen Krankenhausseelsorger bieten in den Kapellen regelmäßig gottesdienstliche Feiern an.
Krankenhauskapellen sind meist überkonfessionell, also Simultankirchen, insbesondere in öffentlichen Krankenanstalten.

## Geschichte
Krankenhauskapellen (Spitalkirchen im engeren Sinne) entstanden zuerst an den mittelalterlichen Hospitälern, im Sinne einer Stiftung, entweder integriert in die oft sehr großen Krankensäle (Beispiel Hôtel-Dieu de Beaune, Frankreich), oder aber als baulich selbständige Kirchen. In den seit dem 19. Jahrhundert entstandenen Großkrankenhäusern wiesen nur gelegentlich selbständigen Krankenhauskirchbauten auf. Seit dem 20. Jahrhundert werden nur noch einzelne Räume innerhalb der Kliniken als Krankenhauskapellen ausgewiesen.
Seit einigen Jahren lässt sich jedoch ein Umdenken beobachten. Den vorhandenen Kapellen wird vermehrt Aufmerksamkeit gewidmet. Sie werden gelegentlich mit hohem künstlerischen Anspruch renoviert. Manche Krankenhausneubauten, insbesondere von konfessionellen Trägern, weisen wieder einen separaten Kapellenbau auf.
Insgesamt sind institutionelle Einbindung und Ausstattung sehr unterschiedlich und abhängig von lokalen Gegebenheiten, den verschiedenen Krankenhausträgern und den zuständigen Religionsgemeinschaften.
Hospital-Synagogen, -Moscheen und -Tempel anderer Religionen sind ebenfalls als Krankenhauskapelle im Begriff der Funktion zu verstehen.
Während es in den USA des Öfteren Kapellen gibt, die konfessions- und religionsübergreifend konzipiert sind, sind in Deutschland die Konfessionsunterschiede und die Grenzen zwischen den Religionen deutlicher wahrnehmbar. Häufig werden zwar die Kapellen gemeinsam genutzt, doch eine konfessionsübergreifende Konzeption ist bislang eher selten feststellbar. In Österreich ist – da alle anderen Konfessionen neben der römisch-katholischen Kirche schon seit langem eine deutliche Minderheit darstellen, und die Trennung von Kirche und Staat eine lange Tradition hat – ökumenischer Betrieb in öffentlichen Krankenhäusern der Normalfall, der Trend geht sogar dahin, diese Andachtsräume auch anderen Religionen zu öffnen.
Manche sind als kleine Kirchen auf den gottesdienstlichen Gebrauch hin konzipiert, andere sind eher Räume der Stille, die auch oder vorwiegend von Einzelnen genutzt werden sollen.

## BegriffAnstaltskapelle / Anstaltskirche
Krankenhäuser hießen einst Heilanstalten; Anstalt war und ist allgemein die Bezeichnung für eine Organisationsform zur Erfüllung einer bestimmten öffentlichen Aufgabe.
Große Krankenhäuser wurden auch früher schon von Städten, Kommunen und von Landesregierungen betrieben. Mitunter hatten sie ihre eigene Krankenhauskapelle in einem Krankenhausgebäude – oder gar eine eigene Krankenhauskirche auf ihrem Gelände. Dort waren oft katholische und evangelische Pfarrer im Dienst, oder diese kamen regelmäßig aus einer Kirchgemeinde der Nachbarschaft dorthin.
Es waren jedoch im herkömmlichen Sinne keine eigenständigen Kirchgemeinden. Eigentümer derartiger Glaubensstätte war das jeweilige Krankenhaus beziehungsweise dessen Träger.

## Liste von Krankenhauskirchen/-kapellen

### Deutschland

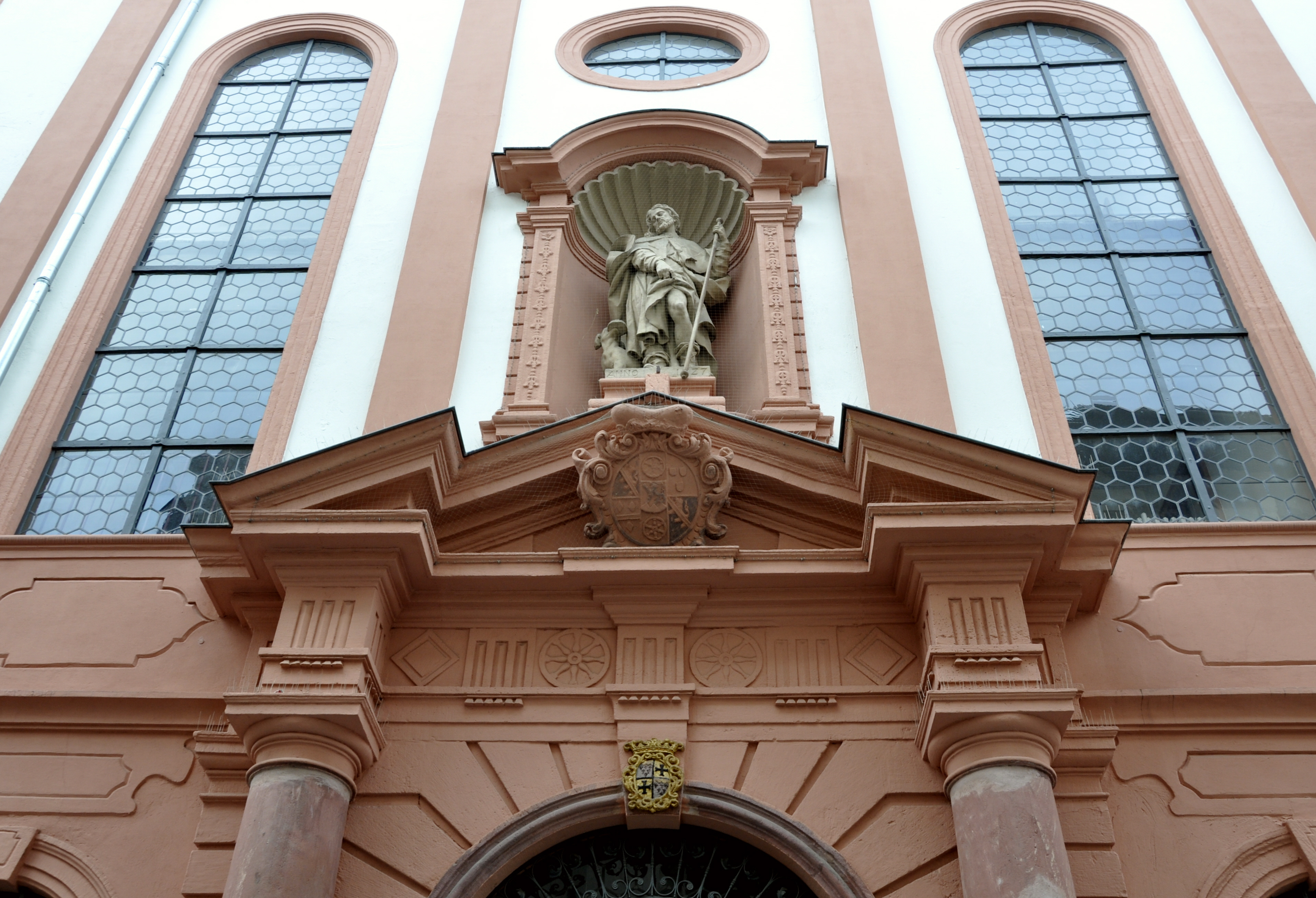
Portal der Kapelle des Rochusspitals Mainz

- Kirche Altscherbitz, ursprünglich Anstaltskirche, jetzt geistlich-kulturelles Zentrum der Fachklinik Sächsisches Krankenhaus Altscherbitz
- Anstaltskirche des Sächsischen Krankenhauses Arnsdorf
- Klinikkapelle Zum guten Hirten (Aschaffenburg)
- Ehemalige Hospitalkirche St. Barbara (Attendorn)
- Anstaltskirche (Beelitz) (1902–1971)
- Hospitalkirche St. Joseph (Bensheim)
- Kapelle der Charité Berlin
- Kapelle des St. Hedwig-Krankenhaus Berlin
- Capella hospitalis, Bielefeld
- Krankenhauskapelle St. Joseph-Stift, Bremen
- Krankenhaus-Kirche St. Jürgen, Bremen-Östliche Vorstadt
- Diakoniekirche Bad Kreuznach
- Diakonissenhauskirche Dresden der Diakonissenanstalt Dresden
- Anstaltskirche Krankenhaus Johannstadt, Dresden, 1945 beschädigt, 1950 abgerissen; seit 2001 an selber Stelle neu errichtetes ökumenisches Seelsorgezentrum
- Klinikkirche Herz Jesu (Düren)
- Hospitalkirche (Ellrich)
- Hospitalkirche (Erfurt)
- Altenhofkapelle, Krankenhauskapelle des Alfried-Krupp-Krankenhauses Rüttenscheid, Essen
- Martin-Luther-Kapelle des Alfried-Krupp-Krankenhauses Steele, Essen
- Kirche St. Kamillus am Kamillushaus Essen
- Krankenhauskirche des Elisabeth-Krankenhauses Essen
- Krankenhauskapelle Herz Jesu (Geilenkirchen), Nordrhein-Westfalen
- Anstaltskirche Hochweitzschen, Kirchengebäude des Fachkrankenhauses Bethanien (Hochweitzschen)
- Hospitalkirche (Grünberg), Hessen
- Hospitalkirche Sankt Georg, Kirchengebäude in der Stadt Hadmersleben in Sachsen-Anhalt
- Krankenhauskapelle (Halle)
- Anstaltskirche der Diakonie (Halle)
- Kirche der Provinzial-Irrenanstalt Halle-Nietleben
- Klinikkirche Homburg
- Krankenhauskirche St. Elisabeth (Köln)
- St.-Marien-Hospital Lünen
- Rochusspital (Mainz)
- Kirche der Pfeifferschen Stiftungen (Magdeburg)
- Krankenhauskapelle Johannes Wesling-Klinikum Minden
- Krankenhauskirche St. Johannes von Gott im Krankenhaus Barmherzige Brüder München (München-Nymphenburg)[1]
- Clemenskirche (Münster)
- Hospitalkapelle St. Jakobus (Oberlahnstein)
- Hospitalkirche in Oberursel
- Klinikkirche (Pfafferode)
- Anstaltskirche (Potsdam)
- Ehemalige Krankenhauskapelle, heute Raum der Stille im Elblandklinikum Radebeul
- Krankenhauskirche Pius V. Regensburg
- Spitalkirche zum Heiligen Geist (Schwäbisch Hall)
- Anstaltskirche Sonnenstein, Pirna
- Hospitalkirche St. Trinitatis (Schneeberg), Schneeberg (Erzgebirge)
- Krankenhauskapelle Stadtlohn
- Hospitalkirche (Stuttgart)
- Gasthuiskapel St. Laurens (Tholen)
- Hospitalkapelle (Treysa)
- Krankenhauskirche der Barmherzigen Brüder (Trier)
- Hospitalkirche (Wetzlar)
- Heiligen-Geist-Kirche (Wismar)
- Krankenhauskapelle Sankt Anna Wuppertal
- Hospitalkirche St. Jakob (Zittau)
- Kirche Zschadraß

### Italien
- Chiesa dell'Ospedale Fatebenefratelli (ehemals Monastero di Santa Maria del Paradiso), Neapel
- Chiesa dell'Ospedale di Santa Maria di Loreto Crispi, Neapel
- Santa Maria del Popolo (Complesso degli Incurabili), Neapel
- Santa Maria della Pace (Neapel)
- Santa Maria Mater Domini, Neapel
- Santissima Trinità dei Pellegrini (Neapel)
- San Giacomo degli Incurabili, Rom
- Chiesa dell'Ospedaletto (auch Santa Maria dei Derelitti), Venedig

### Niederlande
- Lutherse Kerk (Delft)
- Gasthuiskapel (Geervliet)
- Gasthuiskapel (Gouda)
- Gasthuiskerk (Middelburg)
- Gasthuiskapel St. Laurens (Tholen)
- Gasthuiskerk (Zierikzee)

### Österreich
- Krankenhauskirche Mauer bei Amstetten
- Anstaltskirche LSF Graz
- Erlöserkirche (Graz), Anstaltskirche des LKH-Universitätsklinikums
- Versorgungsheimkirche, Wien
- Kirche am Steinhof, Wien

### Polen
- Krankenhauskapelle (Olesno)

### Schweiz
- Viktoriaspitalkapelle, Bern